# Plan Zuid

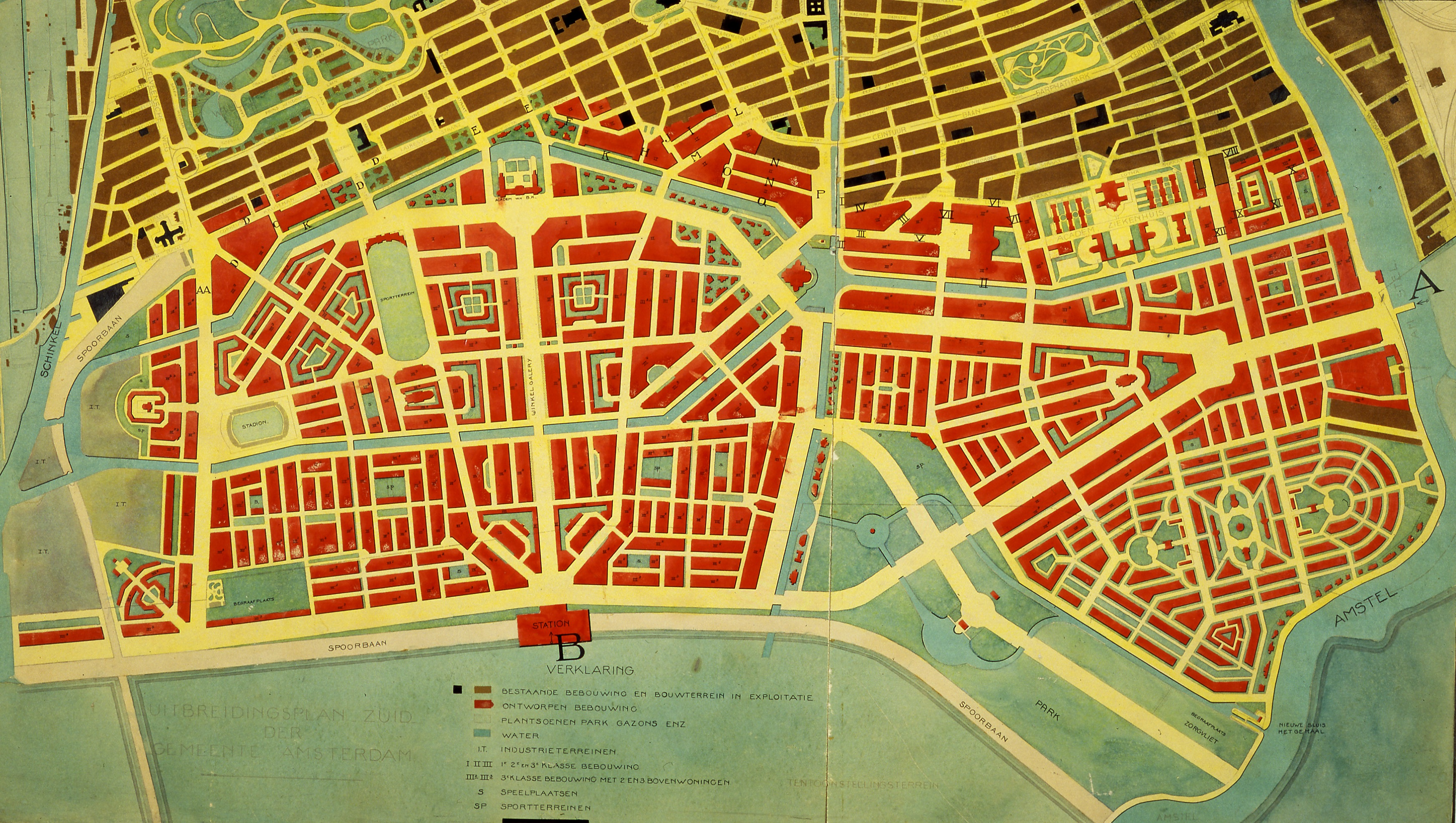
Het Plan Zuid uit 1915 dat de gemeenteraad in 1917 goedkeurde.

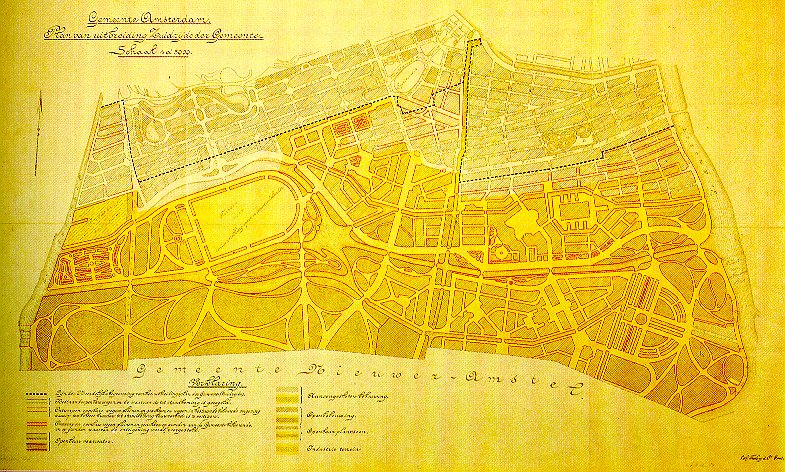
Het eerste Plan van uitbreiding zuidzijde der gemeente van H.P. Berlage, 1904.

Het Plan Zuid is een stedenbouwkundig plan voor Amsterdam-Zuid, dat in het begin van de 20e eeuw werd ontworpen door de architect Hendrik Petrus Berlage.

## Eerste ontwerp
Berlage werd aan het begin van de 20e eeuw door de Amsterdamse gemeenteraad gevraagd een plan te ontwerpen voor de ontwikkeling van het onontwikkelde gebied ten zuiden van de stad tussen de rivieren Amstel en Schinkel. In 1904 presenteerde Berlage een ambitieus plan van kronkelende straten, dat zeer nauw op de bestaande stad aansloot. Na onderzoek bleek dit echter een zeer kostbaar en weinig efficiënt plan te zijn. Berlage werd gevraagd terug naar de tekentafel te gaan.

## Definitief ontwerp

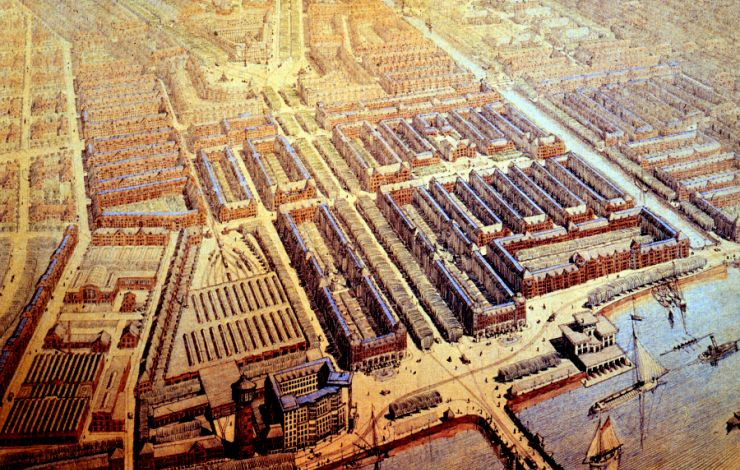
Vogelvlucht van Plan Zuid gezien vanuit het zuidoosten met op de voorgrond de rivier de Amstel.

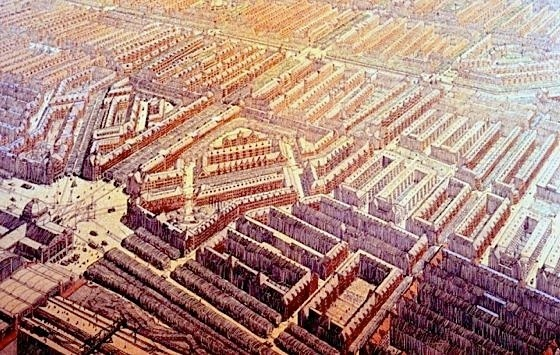
Vogelvlucht van Plan Zuid, met linksonder het prominente Zuiderstationsplein met stationsgebouw.

In 1914 presenteerde Berlage een nieuw plan, met kaarsrechte nauwe straten en langwerpige bouwblokken, doorsneden door enkele brede hoofdassen. Dit plan bleek veel beter realiseerbaar en efficiënter. In 1917 verleende de gemeenteraad goedkeuring aan dit plan. In de stijl van de Amsterdamse School werd tussen 1917 en 1925 de wijk Nieuw Zuid gebouwd, bestaande uit de Rivierenbuurt, de Apollobuurt en de Stadionbuurt. Ook een groot deel van de Nieuwe Pijp behoort tot het Plan Zuid.

## Uitvoering

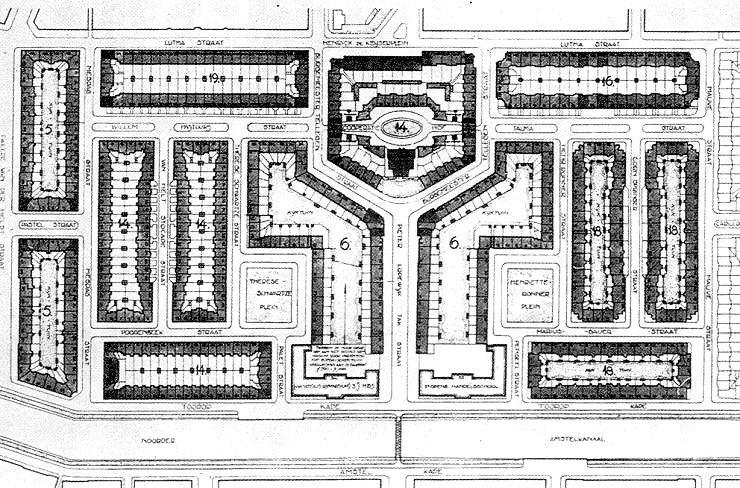
Woningencomplex De Dageraad.

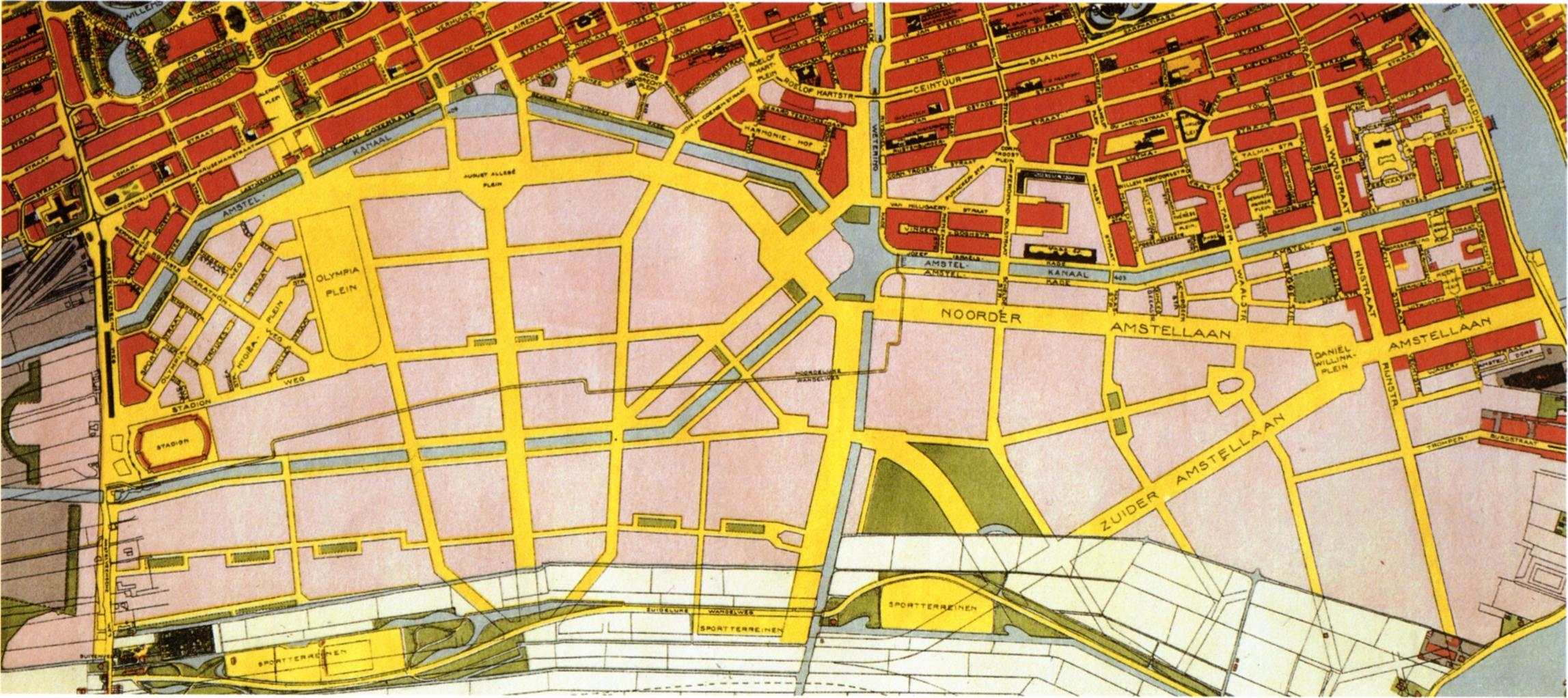
Amsterdam Zuid in 1922.

Het ontwerp van Berlage werd slechts in grote lijnen uitgevoerd. Op de plaats waar hij een academisch ziekenhuis had gepland, bouwde woningbouwvereniging De Dageraad een groot woningencomplex naar ontwerp van Michel de Klerk en Piet Kramer, dat in juli 1922 feestelijk door de wethouder Volkshuisvesting, S.R. de Miranda, geopend werd.
Op een groot terrein ten oosten van de Ferdinand Bolstraat werd een universiteitsgebouw gedacht. Na de brand in het Paleis voor Volksvlijt in 1929 verrees hier een noodgebouw, de 'Oude Rai'. Later werd een plan voor een operagebouw gemaakt, dit kwam er niet, maar verrees aan het Waterlooplein (Stopera). Uiteindelijk werd dit gebied ingevuld met het Okura Hotel, Sporthal De Pijp en woningbouw (o.a. de "Oude Raai").
Daar waar aan de kop van de Minervalaan een gebouw voor de Rijksacademie voor Beeldende Kunsten had moeten komen verrees in de jaren zestig het Hilton Hotel.

## Beschermd stadsgezicht
In oktober 2017 is besloten dat het Plan Zuid een (rijks)beschermd stadsgezicht wordt. De bescherming is ingegaan op 1 april 2018. Hier is een lange procedure aan vooraf gegaan. Aanvankelijk was een groter gebied voorgesteld als "beschermd stadsgezicht Amsterdam-Zuid" waarin ook eerder bebouwde delen van Oud-Zuid waren opgenomen. In 2013 besloot de stadsdeelraad Zuid, toen het bevoegde gemeentelijk gezag hiervoor, te adviseren niet tot deze bescherming over te gaan, onder meer wegens de vrees voor verhoging van de huren van woningen. Mede vanwege de bezwaren is het beschermde gebied daarna ingeperkt tot het Plan Zuid.

## Niet en anders uitgevoerd
Het noordelijke deel van Plan Zuid uit 1917 is in grote lijnen uitgevoerd zoals Berlage het gedacht had. Het zuidelijke deel is echter voor een groot deel heel anders geworden. In de jaren dertig veranderden de stedenbouwkundige inzichten en in 1935 werd het Algemeen Uitbreidingsplan (AUP) van Cornelis van Eesteren vastgesteld. Dit plan had heel andere uitgangspunten, geen gesloten bouwblokken en monumentale gevels meer, maar open bebouwing en asymmetrische stratenpatronen.

### Ten zuiden en westen van de Rivierenbuurt
Het deel ten noorden en ten zuiden van de Rivierenlaan (sinds 1964 President Kennedylaan) werd in de jaren dertig en vijftig met strokenbouw ingevuld. Het gebied ten westen van het Westerscheldeplein (sinds 1961 Europaplein) werd geheel anders van opzet. In plaats van een parkgebied met grote parkways die de Apollobuurt met Rivierenbuurt en de Amstel de zouden verbinden, verrees hier in 1961 het RAI-complex, wat oorspronkelijk gedacht was op de plek waar nu het Amstelpark ligt. Daardoor werd hier de Diepenbrockstraat de enige oost-westverbinding. In het verlengde van de Scheldestraat, kwam een geheel nieuwe brede straat naar Buitenveldert, de Europaboulevard.

### Zuiderstation
Het door Berlage geplande monumentale Zuiderstation kwam er niet in die vorm. Voor de Ringspoorbaan werd in de jaren dertig wel een dijklichaam aangelegd, maar pas een halve eeuw later was hier een spoorverbinding.

### Uitbreiding verder naar het zuiden
Ten zuiden van de Ringspoorbaan kwam er een geheel nieuwe tuinstad, Buitenveldert, waardoor er meer noord-zuidverbindingen moesten komen. Van de drie grote hoofdstraten die in een dubbele V-vorm zouden eindigen op het grote Zuiderstationsplein, werden er nu twee rechtgetrokken richting Buitenveldert, de Beethovenstraat en de Parnassusweg. De middelste hoofdstraat, de Minervalaan, ooit voorzien als hoofdwinkelstraat, liep nu dood op de Stadionkade. Ten zuiden hiervan kwam in het verlengde een aparte straat met geheel ander karakter, maar wel dezelfde naam. De buurt ten zuiden van het Zuider Amstelkanaal, de Prinses Irenebuurt, werd na de Tweede Wereldoorlog bebouwd en wijkt geheel af van de structuur die door Berlage was ontworpen.

### Ringweg Zuid
Ook een geheel nieuwe ontwikkeling was de aanleg van de Ringweg Zuid (A10), waardoor de oost-west lopende verbindingsstraat van het Westerscheldeplein naar het Zuiderstation en verder naar de Amstelveenseweg er niet is gekomen. Een deel van deze route is bebouwd met het RAI-complex, een deel is onderdeel van het Beatrixpark geworden en op het deel bij het station is vanaf de jaren negentig de Zuidas gebouwd. Ook het wegenplan ten noorden van het station sluit niet aan op de achter de grote kantoorgebouwen verscholen liggende ingang tot dit station.

### Station Zuid
Station Amsterdam Zuid werd 61 jaar later alsnog in gebruik genomen, echter in plaats van het monumentale geplande Zuiderstation van Berlage, werd op 20 december 1978 een simpele halte in de middenberm van de snelweg geopend. In 1990 en 1997 werd het station uitgebreid met tram- en metrosporen en perrons aan de noordzijde. In 2007 verscheen er een tweede perron en werd het aantal NS-sporen uitgebreid van twee naar vier.

### Stadionplein
Aan de westkant is Plan Zuid ook niet uitgevoerd volgens het ontwerp van Berlage. Door de Olympische Spelen van 1928 werd een wijk ten westen van de Amstelveenseweg vervangen door het Olympisch Stadion en het oorspronkelijke stadion uit 1913 na 1929 vervangen door woonbebouwing, waardoor er groot plein ontstond, het Stadionplein.

## Eerbetonen
In de uitvoering van Plan-Zuid kwamen minstens twee eerbetonen. Op het Vinctorieplein staat het Standbeeld van H.P. Berlage van Hildo Krop uit de jaren zestig; in 2023 volgde een beeld van Xavier Valhein voor het gebouw Apollolaan 171.

## Architecten
- Berend Tobia Boeyinga
- Jan Gratama
- Michel de Klerk
- Pieter Lodewijk Kramer
- Jo van der Mey
- Lau Peters
- Jan Frederik Staal
- Hendricus Theodorus Wijdeveld
- Piet Zanstra

## Canon van Amsterdam
- Plan Zuid is venster nummer 34 van de Canon van Amsterdam.